# Ali Osmane Taha
Ali Osmane Taha (en arabe : علي عثمان محمد طه), né le 1er janvier 1944, est un juge, diplomate et homme d'État soudanais. 

## Biographie
Il appartient aux Shaygiyya, une tribu riveraine du Nil, au nord de Khartoum.
En 1995, il devient ministre des Affaires étrangères puis en 1998, il est nommé premier vice-président du Soudan par le président Omar el-Béchir. En janvier 2005, il signe un accord de paix avec John Garang, chef de la rébellion au Soudan du Sud, à qui il cède son poste. À l'indépendance du nouveau pays en juillet 2011, il retrouve son poste de vice-président qu'il conserve jusqu'en décembre 2013, quand Bakri Hassan Saleh lui succède.
Le 11 avril 2019, Taha est arrêté à la suite d'un coup d'État qui renverse al-Bashir, .
Le 27 mai 2020, le parquet soudanais annonce que Taha avait été testé positif au COVID-19 et a ensuite été placé en quarantaine.
Son procès s'ouvre le 20 juillet 2020, au sujet du coup d'État du 30 juin 1989 au Soudan.